# لاشوت (كيبك)
لاشوت، كيبك (بالإنجليزية: Lachute) هي مدينة كندية تقع في مقاطعة كيبك. تبلغ مساحة هذه المدينة 108.6713 (كم²)، ويبلغ عدد سكانها 11832 نسمة حسب إحصاء سنة 2006 م، بينما كان يسكنها 11628 نسمة في سنة 2001 م. تحتل هذه المدينة المرتبة رقم 314 بين مدن كندا حسب عدد السكان والمرتبة رقم 80 في المقاطعة. النمو سكاني في هذه المدينة يقدر بـ(1.8).

## أعلام
- ويليام أوينز
- ديف كامبل
- كيفن لوي
- دينيس هامل
- ناثانيل بويد

## وصلات خارجية
- الأطلس الحكومي لكندا
- إحصاءات كندا مع ساعة تعداد السكان نسخة محفوظة 23 مارس 2008 على موقع واي باك مشين.